# Frédéric Martel
Pour les articles homonymes, voir Martel.
Frédéric Martel, né le 28 octobre 1967 à Châteaurenard (Bouches-du-Rhône), est un écrivain, sociologue et journaliste français. Il est, depuis 2020, professeur en économies créatives à l'université des Arts de Zurich.
Il est connu notamment pour ses ouvrages Le Rose et le noir : les homosexuels en France depuis 1968 ; De la culture en Amérique ; Mainstream : enquête sur la guerre globale de la culture et des médias ; et Sodoma : Enquête au cœur du Vatican.

## Biographie

### Famille et formation
Né le 28 octobre 1967 à Châteaurenard (Bouches-du-Rhône), Frédéric Martel est fils d'agriculteurs,.
Titulaire de quatre diplômes d'études approfondies en sciences sociales, philosophie, droit public et science politique, Frédéric Martel est docteur en sciences sociales de l'EHESS, sous la direction de Pierre Rosanvallon, au Centre d'études sociologiques et politiques Raymond Aron.

### Ouvrages et carrière
Martel est successivement chef du bureau du livre à l’ambassade de France en Roumanie (1990-1992), chargé de mission au département des affaires internationales du ministère de la Culture (1992-1993), collaborateur de l’ancien Premier ministre Michel Rocard (1993-1994), puis rédacteur en chef de la revue intellectuelle de la CFDT (1995-1997, auprès de Nicole Notat). Il est ensuite chargé de mission au cabinet de la ministre de l’Emploi et de la Solidarité, Martine Aubry (1997-2000), où il « devient sa plume », puis chercheur à l'EHESS et conseiller du président de l’EHESS, Jacques Revel (2000-2001), et plus récemment attaché culturel à l'ambassade de France aux États-Unis (2001-2005).
Son livre de 1996 Le Rose et le Noir, sur l'histoire du mouvement LGBT en France, est selon Laurence Follea pour Le Monde « une recherche documentaire fouillée et complète sur l'histoire des hommes et des femmes homosexuels en France depuis 1968 », et un travail documentaire « unanimement salué »; mais l'ouvrage aborde « deux questions sensibles : celle du « communautarisme » et celle du « déni du sida » par les militants gays jusque dans les années 1984-1985 » et suscite une polémique. De nombreux articles sont publiés en faveur du livre, dont les éditoriaux de trois magazines français. Le journaliste santé de Libération, Éric Favereau (proche de AIDES et critiqué par Act-Up), rend compte positivement du livre, de même que plusieurs responsables de AIDES, dont son président-fondateur, Daniel Defert, Pierre Lascoumes, alors président de AIDES Paris-Île-de-France et Alain Molla, président de AIDES Marseille-Provence. Si certains militants LGBT défendent l'ouvrage, d'autres comme Hélène Hazera et Didier Eribon critiquent une distorsion des faits sur le déni initial des militants gays, et les positions de l'auteur qui dénonce un communautarisme des mouvements LGBT,,. Frédéric Martel répond à la polémique dans la revue Esprit puis, à nouveau, dans un long texte pour répondre à ce qu'il considère comme les « erreurs de faits » et la « pensée victimaire » de Didier Eribon. Le Rose et le Noir fait partie des ouvrages déconseillés par le Front national aux bibliothèques municipales des villes dont il a la charge, parce qu'il évoque les « mauvaises mœurs ».
En 2012, Martel publie une enquête sur Nicolas Sarkozy et révèle dans Marianne et pour L'Express un scandale lié à la fondation de Carla Bruni. Cette enquête suscite de nombreux articles et est confirmée dans une enquête du Monde, du Point et par les archives d'Hillary Clinton, après que le directeur exécutif d'une des principales agences de l'ONU en eut démissionné,.
Chercheur associé à l'Institut national de l'audiovisuel (INA) en 2009-2010, il y fonde en 2010 le site inaglobal.fr, web-revue des industries créatives et des médias. Il est enfin le fondateur, en octobre 2007, du portail des livres et des idées, nonfiction.fr, site qu'il a dirigé jusqu'en décembre 2015. Producteur/animateur à France Culture de l'émission Soft Power, magazine des industries créatives numériques, anciennement Masse Critique, le magazine des industries créatives, en direct tous les dimanches de 18 h à 20 h (depuis 2006) – une émission sur les industries créatives et culturelles, ainsi que sur les internets.
En qualité de chercheur, Frédéric Martel a été directeur de recherches à l'Institut de relations internationales et stratégiques (IRIS, Paris) en 2012-2014, chargé d'une mission au ministère de la Culture en 2013, et chercheur associé au CERI (Centre de Recherches Internationales, Sciences-Po Paris), en 2016-2018. Il est, depuis janvier 2025, professeur (économies créatives) à l'Université des Arts de Zurich et directeur de la recherche du Zurich Centre for Creative Economies (ZCCE),.
Publié en huit langues le 21 février 2019 aux éditions Robert Laffont, son ouvrage sociologique Sodoma : enquête au cœur du Vatican, basé sur les témoignages de 41 cardinaux, 52 évêques, 45 nonces apostoliques et ambassadeurs, suggère qu'une grande majorité des prêtres et évêques au Vatican, y compris ceux qui tiennent les discours les plus homophobes et traditionnels sur le plan des mœurs, sont homosexuels, pratiquants ou non,. Le livre a été traduit dans une vingtaine de langues, il est un best seller dans une douzaine de pays et un New York Times bestseller.

### Journalisme et engagement politique
Engagé en politique dès l'université (il a été le représentant de la faculté d'Avignon à la coordination étudiante de Paris lors de la mobilisation contre le projet de loi Devaquet en novembre-décembre 1986), il fut membre des Clubs Forum aux côtés de Manuel Valls, qui présidait ce club, et de Benoît Hamon, puis membre de l'Unef-ID (proche du PS) et du Mouvement des jeunes socialistes (jusqu'en 1994),. Lui-même se revendique comme appartenant à la deuxième gauche : il a travaillé avec Michel Rocard, Martine Aubry et (selon Sylvia Zappi du journal Le Monde) a « fait partie avec Benoît Hamon et Olivier Faure du trio de jeunes rocardiens des clubs forum » au cabinet de Martine Aubry,.
En 2007, il signe un appel avec 150 intellectuels pour soutenir au second tour de la présidentielle Ségolène Royal contre Nicolas Sarkozy, dans Le Nouvel Observateur, « contre une droite d’arrogance », pour « une gauche d’espérance ». Hostile au Rassemblement national (alors Front national), il a appelé à battre Marine Le Pen au second tour des présidentielles de 2012 et 2017.
De 2015 à 2017, il fut membre du conseil scientifique de Wikimédia France.
Journaliste depuis les années 1980, longtemps collaborateur du Magazine littéraire, de la La Nouvelle Revue française (NRF), de la revue Esprit, de Marianne ou de L'Express, Martel collabore aujourd'hui régulièrement, sur les questions politiques, culturelles, littéraires ou religieuses, au magazine L'Obs, au site Slate de Jean-Marie Colombani et à de nombreux journaux étrangers (Il Fatto Quotidiano en Italie, Haaretz en Israël, El País en Espagne, Neue Zürcher Zeitung en Suisse etc.),, .

### Vie personnelle
Frédéric Martel est ouvertement gay.
Le 9 septembre 2016, l'ancien ministre de la Culture Frédéric Mitterrand est condamné, pour injure, à 5 000 euros de dommages-intérêts en raison des propos qu'il a tenus à l'encontre de Frédéric Martel dans son livre La Récréation.

## Publications
- Philosophie du droit et philosophie politique (préf. Jean-Louis Harouel), Paris, LGDJ, 1995, 136 p. (ISBN 978-2275002521)Publication d'un mémoire de DEA en droit public, soutenu à l'université Paris II en 1993.
- Le Rose et le Noir : les homosexuels en France depuis 1968, Paris, Éditions du Seuil, 2008, 3e éd. (1re éd. 1996), 772 p. (ISBN 978-2-7578-1055-2)Édité en poche Points-Seuil en 2000, réédité en 2008 ; traduit en anglais par Jane Marie Todd chez Stanford University Press, sous le titre The Pink and the Black, 2000
- La Longue Marche des gays, Paris, Gallimard, coll. « Découvertes Gallimard / Culture et société » (no 417), 2002, 127 p. (ISBN 2-07-076347-1)
- Theater : sur le déclin du théâtre en Amérique et comment il peut résister en France, Paris, La Découverte, 2006, 620 p. (ISBN 2-07-077931-9)
- De la culture en Amérique, Paris, Gallimard, 2006, 620 p. (ISBN 2-07-077931-9)[53]Prix France-Amériques 2007 ; ouvrage traduit au Japon et en Pologne
- Mainstream : enquête sur la guerre globale de la culture et des médias, Paris, Flammarion, 2010, 460 p. (ISBN 978-2-08-123617-2)Ouvrage rééd. en poche, Champs-Flammarion, et traduit en une dizaine de langues dans une vingtaine de pays, dont Allemagne, Italie, Espagne, Pologne, Corée du Sud, Chine, Japon, Brésil, etc.
- J'aime pas le sarkozysme culturel, Paris, Flammarion, 2012, 232 p. (ISBN 978-2-08-127693-2)
- Global Gay : comment la révolution gay change le monde, Paris, Flammarion, 2013, 347 p. (ISBN 978-2-08-125659-0)Ouvrage adapté par France Télévisions et qui est traduit en espagnol, italien, portugais (Brésil) et japonais.
- Smart : enquête sur les internets, Paris, Stock, 2014, 406 p. (ISBN 978-2-234-07734-8)Ouvrage édité en poche (Champs Flammarion) et traduit dans une dizaine de langues (anglais, espagnol, italien, portugais/Brésil, chinois, coréen, taïwanais, etc.).
- Sodoma : enquête au cœur du Vatican, Paris, Robert Laffont, 2019, 638 p. (ISBN 978-2-221-22082-5)[37],[38],[54],[55]Ouvrage traduit dans une vingtaine de langues (anglais, espagnol, italien, portugais, néerlandais, etc.).
- Arthur Rimbaud, présenté par Frédéric Martel, La vraie vie est absente - Et autres fragments rimbaldiens, Points, 2021 (recueil des principales citations et fragments de Rimbaud, suivi par Le Rainbow, dictionnaire homo-érotique des mots à caractère homosexuel présents dans l’œuvre).
- Jean-Jacques Lefrère, Arthur Rimbaud, Biographie, édition et préface de Frédéric Martel, Bouquins, Robert Laffont, 2020.
- Jack Lang, Une révolution culturelle, Dits et écrits, édition établie et présentée par Frédéric Martel, Bouquins, 2021.

## Filmographie
- 2002 : Bleu, Blanc, Rose Un film d'Yves Jeuland, adapté du livre de Frédéric Martel, Le Rose et le Noir, diffusion sur France 3.
- 2008 : De la culture en Amérique Un film de Frédéric Laffont et Frédéric Martel, diffusion sur Arte.
- 2014 : Global Gay Un film de Frédéric Martel et Rémi Lainé, diffusion sur France 5 en juin 2014.
Ce film a obtenu le grand prix de l'Organisation mondiale contre la torture, lors du festival du film et forum international sur les droits humains, FIFDH, à Genève, en mars 2014.

## Autres activités
- Cofondateur (avec Martin Hirsch) de l'Agence nouvelle des solidarités actives et ancien président[56].
- Corédacteur du rapport de Michel Rocard sur le numérique en avril 2007, rapport remis à Ségolène Royal durant la campagne présidentielle de 2007[57].
- Corédacteur du rapport de Bernard Kouchner sur le service civique en mars 2007, rapport remis à Ségolène Royal durant la campagne présidentielle de 2007[57].
- Membre-fondateur de l'Association des amis de François Furet.
- Membre du Centre d'analyse et de prévisions du ministère des Affaires étrangères (2008-2010).
- Fondateur du site inaglobal.fr, la revue des industries créatives et des médias de l'INA[58], il en est jusqu'en décembre 2010 le rédacteur en chef, coordinateur éditorial[58],[59].

## Distinctions

### Prix
- Prix du Digital Shapers[60] 2020 (catégorie Penseur du web), attribué par la presse suisse (Bilanz[60], Le Temps et Handelszeitung).

### Décoration
- Chevalier de l'ordre des Arts et des Lettres (2010)[61].